# Mikhaïl Ogonkov
Mikhaïl Ogonkov   (Moscou, 24 de juny de 1932 - Moscou, 14 d'agost de 1979) fou un futbolista rus de la dècada de 1950.
Fou 23 cops internacional amb la selecció soviètica amb la qual participà en els Jocs Olímpics d'Estiu de 1956.
Pel que fa a clubs, defensà els colors de l'FC Spartak Moscou.